# Mais uma Página
Mais uma Página é o segundo álbum de estúdio da cantora brasileira Maria Gadú, lançado em 16 de dezembro de 2011 pela Som Livre. O álbum tem participações de Marco Rodrigues, Lenine, Edu Krieger, Dani Black e Luísa Maita. Gadú assina inéditos temas autorais como Estranho Natural entre regravações de Oração ao Tempo Caetano Veloso, 1979 e Amor de Índio Beto Guedes e Ronaldo Bastos, 1978. O disco foi produzido por Rodrigo Vidal.

## Antecedentes
A canção Oração ao Tempo mesmo sem ser confirmada no novo álbum, se tornou trilha sonora da novela A Vida da Gente. Em 5 de dezembro de 2011 foi divulgado que o álbum contaria com participações do fadista português Marco Rodrigues, convidado da faixa "A Valsa", e Lenine na faixa "Quem?". Mais Uma Página traria ainda no repertório a primeira parceria de Gadú com Edu Krieger, "No Pé do Vento", e duas músicas de Dani Black, Axé Acappella com Dani com Luísa Maita e Linha "Tênue". O álbum de Gadú assina temas de sua própria autoria como Estranho Natural entre regravações de "Oração ao Tempo" Caetano Veloso, 1979 e "Amor de Índio" de Beto Guedes e Ronaldo Bastos, 1978. Em 8 de fevereiro a faixa "Axé Acappella" foi disponibilizada para download gratuito no site oficial da cantora.

## Recepção da crítica
Mauro Ferreira do Notas Musicais escreveu: é com Mais Uma Página - seu segundo trabalho de estúdio, posto nas lojas neste mês de dezembro de 2011 - que a cantora e compositora se defronta de fato com a sempre temida prova do segundo disco. Pois Gadú abriu parcerias, refinou seu som - mérito do produtor Rodrigo Vidal - e adensou boa parte das letras de seu repertório. Cantando eu vivo em movimento / E sem ser mais do mesmo / Ainda sou quem era, avisa nos versos finais de No Pé do Vento, parceria com Edu Krieger, faixa que abre o CD com sopros que denotam certa influência do som cunhado por Los Hermanos e Cia. ao longo dos anos 2000. Na sequência, ao regravar Anjo de Guarda Noturno (Miltinho Ediberto), a cantora mostra - no toque sutil do baião - que não descartou de todo a leveza pop radiofônica de seu primeiro disco. Contudo, Mais Uma Página se desvia da fórmula do sucesso fácil ao incorporar urgências na inflamada "Quem?" (Maria Gadú) - faixa cantada com Lenine - e tensões expostas na batida seca, mas suingante, de "Axé Acappella" (Luisa Maita e Dani Black), faixa deslumbrante jogada na rede antes da chegada do disco nas lojas. Compositor em merecida ascensão na cena Música popular brasileira, Black é também o autor da funkeada "Linha Tênue", tema em que as inquietações existenciais são abordadas sob prisma romântico. Gadú cria aura sagrada ao reavivar o espírito zen do sucesso de Guedes. "Amor de Índio" vira quase um mantra no registro da cantora, em fina sintonia com os vocais etéreos que adornam Beleza (Maria Gadú), a faixa escondida ao fim do álbum. Página virada, Maria Gadú talvez não mantenha com este segundo álbum de estúdio as vendas e a popularidade angariadas com o primeiro, mas a artista faz movimento firme para sedimentar seu nome e seu som na MPB.
Para Bruna Veloso da Rolling Stone Brasil disse que a cantora pode não ser lá muito querida pelo público descolado, que acredita que a nova MPB está apenas nas casas de show paulistanas da rua Augusta. A cantora pode até ser popular, mas não tem o hype a seu favor e sua música foi tocada além da conta na TV. Contudo, de uma coisa ela não pode ser acusada: falta de talento. Talento ela tem, e exemplifica novamente com este segundo disco. O disco segue a mesma linha de violões bem trabalhados, elementos diferentes de percussão espalhados por entre as músicas e bateria mansa. Maria Gadú mostra personalidade ao se manter fiel a seu estilo, investindo, no entanto, em canções mais encorpadas do ponto de vista sonoro (agora há espaço para sax, trombone, violino, flauta e outros instrumentos). Ela inclusive define o disco como um trabalho “de banda” (no encarte bem trabalhado do CD – ponto positivo – ela aparece sempre ao lado dos músicos que a acompanham). Sem se preocupar em sair da sua zona de conforto, Maria Gadú faz um bom trabalho – sim, longe de inovar a música brasileira. Mas, no fim das contas, essa nem é a intenção.

## Alinhamento de faixas
A lista de faixas incluídas no disco foi revelada em 6 de novembro de 2011.
| N.º | Título                            | Compositor(es)                            | Duração |  |
| 1.  | "No Pé do Vento"                  | Maria Gadú e Edu Krieger                  | 3:54    |  |
| 2.  | "Anjo de Guarda Noturno"          | Miltinho Edilberto                        | 4:20    |  |
| 3.  | "Taregué"                         | Maria Gadú                                | 3:50    |  |
| 4.  | "Estranho Natural"                | Maria Gadú                                | 1:44    |  |
| 5.  | "Like a Rose"                     | Maria Gadú e Jesse Harris                 | 2:58    |  |
| 6.  | "Oração ao Tempo"                 | Caetano Veloso                            | 3:28    |  |
| 7.  | "Quem?" (com Lenine)              | Maria Gadú                                | 3:22    |  |
| 8.  | "Axé Acappella"                   | Luísa Maita e Dani Black                  | 4:04    |  |
| 9.  | "Linha Tênue"                     | (Dani Black)                              | 3:35    |  |
| 10. | "Extranjero"                      | Cassyano Correa e Maycom Ananias          | 3:49    |  |
| 11. | "Reis"                            | Maria Gadú, Ana Carolina e Chiara Civello | 3:58    |  |
| 12. | "A Valsa -" (com Marco Rodrigues) | Maria Gadú                                | 3:57    |  |
| 13. | "Long Long Time"                  | Maria Gadú, Maycon Ananias e Jesse Harris | 3:12    |  |
| 14. | "Amor de Índio"                   | Beto Guedes e Ronaldo Bastos              | 9:28    |  |

| Faixa bônus da iTunes Store |          |                |         |  |
| N.º                         | Título   | Compositor(es) | Duração |  |
| 15.                         | "Beleza" |                |         |  |

## Tabelas musicais, vendas e certificações
| Tabela (2012)                      | Melhor posição |
| ---------------------------------- | -------------- |
| Brasil - Top 20 Semanal ABPD       | 5              |
| Itália - Italian Albums Chart      | 48             |
| Portugal - Portuguese Álbuns Chart | 22             |